# Scottish Women’s Premier League Cup 2013
Der Scottish Women’s Premier League Cup wurde 2013 zum 12. Mal ausgespielt. Der schottische Fußball-Ligapokal der Frauen, der unter den Teilnehmern der Scottish Women’s Premier League ausgetragen wurde, begann am 3. März 2013 und endete mit dem Finale am 29. Mai 2013 im Recreation Park in Alloa. Der Ligapokal wurde im K.-o.-System mit 12 Mannschaften ausgetragen. Wurde in einem Duell nach 90 Minuten und Verlängerung kein Sieger ermittelt, so wurde ein Spiel im Elfmeterschießen entschieden.
Als Titelverteidiger startete der Glasgow City FC in den Wettbewerb, der im Vorjahresfinale gegen den FC Spartans gewann. Im diesjährigen Endspiel um den Schottischen Liga-Pokal der Frauen standen sich erneut Glasgow City und der FC Spartans gegenüber. Glasgow City erreichte das Finale zum siebten Mal in der Vereinsgeschichte. Für Spartans war es die sechste Teilnahme am Endspiel und die vierte in Folge.
Glasgow City konnte durch einen 5:0-Finalsieg zum vierten Mal den Pokal gewinnen und wurde damit zum Rekordsieger des Scottish Women’s Premier League Cup.

## Termine
| Runde         | Datum          | Spiele | Vereine | Neueinstiege |
| ------------- | -------------- | ------ | ------- | ------------ |
| 1. Runde      | 3. März 2013   | 4      | 8 → 4   | keine        |
| Viertelfinale | 21. April 2013 | 4      | 8 → 4   | 4            |
| Halbfinale    | 8./9. Mai 2013 | 2      | 4 → 2   | keine        |
| Finale        | 29. Mai 2013   | 1      | 2 → 1   | keine        |

## 1. Runde
Die 1. Runde wurde am 3. März 2013 ausgetragen.
| Datum                   |                | Ergebnis  |                   |
| ----------------------- | -------------- | --------- | ----------------- |
| 3. März 2013, 14:00 BST | FC Spartans    | 4:2 n. V. | FC Falkirk        |
| 3. März 2013, 15:00 BST | FC Aberdeen    | 3:4       | Forfar Farmington |
| 3. März 2013, 15:00 BST | Celtic Glasgow | 10:0      | Kilwinning SC     |
| 3. März 2013, 15:00 BST | Buchan LFC     | 3:0       | Glasgow Rangers   |

## Viertelfinale
Das Viertelfinale wurde am 21. April 2013 ausgetragen.
| Datum                     |                     | Ergebnis  |                     |
| ------------------------- | ------------------- | --------- | ------------------- |
| 21. April 2013, 13:00 BST | Hibernian Edinburgh | 3:2 n. V. | Hamilton Academical |
| 21. April 2013, 15:00 BST | Buchan LFC          | 1:2       | FC Spartans         |
| 21. April 2013, 15:00 BST | Forfar Farmington   | 3:0       | Hutchison Vale      |
| 21. April 2013, 15:00 BST | Glasgow City FC     | 2:1       | Celtic Glasgow      |

## Halbfinale
Das Halbfinale wurde am 8. und 9. Mai 2013 ausgetragen.
| Datum                  |                     | Ergebnis |                 |
| ---------------------- | ------------------- | -------- | --------------- |
| 8. Mai 2013, 20:30 BST | Hibernian Edinburgh | 1:2      | FC Spartans     |
| 9. Mai 2013, 20:30 BST | Forfar Farmington   | 0:4      | Glasgow City FC |

## Finale
| Glasgow City FC                                                 | Glasgow City FC | FC Spartans | FC Spartans |
| --------------------------------------------------------------- | --- | --- | ----------- |
| Glasgow City FC                                                 | \| 29. Mai 2013 um 20:30 Uhr (Ortszeit) in Alloa (Recreation Park) \| \| Ergebnis: 5:0 (3:0) \| \| Schiedsrichterin: Morag Pirie \| \| Spielbericht \| | \| 29. Mai 2013 um 20:30 Uhr (Ortszeit) in Alloa (Recreation Park) \| \| Ergebnis: 5:0 (3:0) \| \| Schiedsrichterin: Morag Pirie \| \| Spielbericht \| | FC Spartans |
| Glasgow City FC                                                 | Lee Gibson – Eilish McSorley, Nicola Docherty, Danielle Pagliarulo (90.+1 Danica Dalziel) – Leanne Ross, Lisa Robertson (90.+1 Ciara Barnes), Suzanne Lappin, Ruesha Littlejohn, Leanne Crichton (89. Joanne Love) – Suzanne Malone, Sarah Crilly (90. Julie Melrose) Cheftrainer: Eddie Black | Rachel Harrison – Sarah Ewens (85. Kirsty Hamilton), Claire Crosbie, Stephanie Briggs – Bobbie Beveridge (80. Ashley Nicolson), Patricia McLaughlin, Louise Paterson-Young (63. Rebecca Zoltie), Kirsty McLaughlin, Katie Reilly (63. Diana Barry), Alana Marshall – Louise Mason (56. Ellis Jenkins) Cheftrainerin: Debbie McCulloch | FC Spartans |
| Glasgow City FC                                                 | 1:0 Suzanne Lappin (12.) 2:0 Ruesha Littlejohn (21.) 3:0 Ruesha Littlejohn (41.) 4:0 Ruesha Littlejohn (59.) 5:0 Leanne Ross (89.) | | FC Spartans |
| 29. Mai 2013 um 20:30 Uhr (Ortszeit) in Alloa (Recreation Park) | | |             |
| Ergebnis: 5:0 (3:0)                                             | | |             |
| Schiedsrichterin: Morag Pirie                                   | | |             |
| Spielbericht                                                    | | |             |